# Genombrottet
Genombrottet és una sèrie de televisió sueca de thriller que es va estrenar a Netflix el 7 de gener de 2025. Consta de quatre episodis, basats en el llibre d'Anna Bodin i Peter Sjölund Genombrottet: Så löste släktforskaren dubbelmordet i Linköping. La sèrie va ser dirigida per Lisa Siwe i el guió va anar a càrrec d'Oskar Söderlund és el responsable del guió. S'ha subtitulat al català.

## Repartiment
- Peter Eggers
- Mattias Nordkvist
- Helen Al-Janabi
- Baxter Renman
- Julius Fleischanderl – Ante
- Max Nilén – Mårten
- Annika Hallin – Karin
- Lucas Grimstedt – David
- Karin de Frumerie – Lollo
- Julia Sporre – Stina
- Fredrik Wagner – Peter